# Kummavuopio
Kummavuopio – osada w północnej Szwecji, w regionie Norrbotten, w Gminie Kiruna. Jest to najbardziej na północ wysunięta osada w Szwecji.

## Opis
Wioska została założona w 1846 roku z inicjatywy Larsa Læstadiusa. Znajduje się ona 26 km od Góry Pältsan i 4,5 km od jeziora Nedre Kilpisjärvi w pobliżu granicy z Finlandią. W wiosce znajdują się chaty, jednak brak jest całorocznych mieszkańców. Najbliższą stale zamieszkaną wioską jest fińskie Kilpisjärvi.
Przez długi czas wioską i przybywającymi do niej podróżnikami, a także uchodźcami zajmowała się i mieszkała Olga Raattamaa (ur. 1881, zm. 1957), nazywana „cesarzową Olgą”.
Brak połączenia drogowego z wioską po szwedzkiej stronie granicy oznaczał, że aby przewieźć osobę potrzebującą do szpitala, trzeba było jechać przez Finlandię, a następnie jeszcze ponad 40 kilometrów do szpitala w Kiruna. Podróże do szpitala były bardzo kosztowne dla pacjenta. Problem rozwiązało wojsko, które zaoferowało transport potrzebujących do szpitala helikopterem.